# ガブリエル・フェルナンデス・アレナス
ガビ（Gabi）ことガブリエル・フェルナンデス・アレナス（Gabriel Fernández Arenas、1983年7月10日 - ）は、スペインマドリード出身の元サッカー選手、現サッカー指導者。ポジションはミッドフィールダー。
ラ・リーガで429試合に出場、そのほとんどをアトレティコ・マドリードで過ごした。アトレティコでは、10年間在籍し、414試合に出場、10ゴールを記録した。

## 選手経歴

### アトレティコ・マドリード
マドリード生まれ。アトレティコ・マドリードのユースシステムで育った。
ファーストチームでのデビューシーズンには、ほとんど起用されることはなかった。2005年から2007年までは52試合に出場し、2006年4月9日に行われたRCDエスパニョールとのアウェイ戦で初ゴールを決めた。

### サラゴサ
2007年2月初旬、900万ユーロの移籍金でレアル・サラゴサに加入し、7月からの4年契約に合意した。 1年目から主力として活躍したが、サラゴサは降格してしまった。
2008-09シーズンのサラゴサでは、35試合に出場、4試合ゴールを決め、チームは1部に復帰した。翌シーズンには、主力としてチームを14位で残留に導いた。
2010-11年も主力として、欠場したのは出場停止だけだった。サラゴサが再び降格を免れた2010-11シーズン、ガビはキャリア最高の11ゴールを決め、そのうち6ゴールはPKによるものだった。2011年3月12日には、ホームのバレンシアCF戦で2ゴールを決めた。
サラゴサでの最終試合では、チームの残留を決定づける2ゴールを決めた。

### アトレティコ・マドリード復帰
2011年7月1日、約300万ユーロの移籍金でアトレティコ・マドリードに復帰した。 12月4日、ホームでのラージョ・バジェカーノ戦でゴールを決めた。
2012-13シーズンには、公式戦45試合に出場し、そのうち7試合はコパ・デル・レイの出場で、17年ぶりのコパ・デル・レイでの優勝に貢献した。 また、ディエゴ・シメオネ監督の下、キャプテンにも選ばれた。
2014年5月17日、シーズン最後の試合となったカンプ・ノウでのFCバルセロナ戦では、自身が蹴ったコーナーキックをディエゴ・ゴディンがヘディングで決めて1-1の同点にし、アトレティコに1996年以来のリーグ優勝をもたらした。 7月4日、2017年までの新契約にサインした。
2016年10月7日、2018年6月までの新契約にサインした。
2018年5月16日、結果的にアトレティコでの最後の試合となった、ヨーロッパリーグ決勝のオリンピック・マルセイユ戦では、先制点の起点となるインターセプトからグリーズマンにアシストをし、さらに駄目押しの3点目となるゴールを決め、優勝に貢献した。

### アル・サッド
2018年7月2日、34歳でカタール・スターズリーグのアル・サッドSCと2年契約を結んだ。中盤では同胞シャビ・エルナンデスとコンビを組み、初シーズンでリーグ優勝を果たした。
2020年6月15日、退団を発表した。
2020年11月30日、サッカーからの引退を発表した。

## 指導者経歴
2023-24シーズン開幕前に現役時代の古巣ヘタフェCFのカンテラで指揮を取ることが決定し、シーズン途中までフベニールBを率いた。
2023年11月15日、セグンダ・フェデラシオンに所属していたヘタフェCF Bの監督に途中就任した。

## 所属クラブ
- アトレティコ・マドリードB 2002-2004
- アトレティコ・マドリード 2004-2007

→ ヘタフェCF 2004-2005 (loan)
- レアル・サラゴサ 2007-2011
- アトレティコ・マドリード 2011-2018
- アル・サッド 2018-2020

## タイトル

### クラブ
アトレティコ・マドリード
- リーガ・エスパニョーラ 2013-14
- コパ・デル・レイ 2012-13
- スーペルコパ・デ・エスパーニャ 2014
- UEFAヨーロッパリーグ 2011-12, 2017-18
- UEFAスーパーカップ 2012

アル・サッド
- カタール・スターズリーグ 2018–19
- シェイク・ジャシムカップ 2019
- カタール・カップ 2020